# Leszek Winder
Leszek Winder (ur. 22 maja 1954 w Chorzowie) – polski gitarzysta, kompozytor, producent muzyczny. Członek ZAiKS oraz Akademii Fonograficznej ZPAV.

## Życiorys
Muzykować zaczął na przełomie lat sześćdziesiątych i siedemdziesiątych. W 1971 roku wraz ze swoim pierwszym zespołem przygotował muzykę do przedstawienia opartego na Skowycie Allena Ginsberga. Od 1974 r. współtworzył formację Apogeum (Jerzy Kawalec, Michał Giercuszkiewicz, Jan Skrzek), jednakże największą karierę zrobił występując z grupą Krzak. Po odejściu z grupy jej lidera Jana Błędowskiego, zajął jego miejsce, zostając również głównym kompozytorem. Jest jedynym muzykiem pozostającym nieprzerwanie w składzie od powstania zespołu w 1975 r. 
Na początku lat 80. grywał równolegle z liderem Kasy Chorych, Ryszardem Skibińskim pod nazwą Skibiński/Winder Super Session. Po śmierci Skibińskiego zaczął występować pod szyldem Winder Session. Do roku 1985 w sesji wystąpili: Ryszard Riedel (śpiew, harmonijka ustna), Andrzej Nowak, Andrzej Urny (gitara), Jerzy Kawalec, Jacek Gazda, Krzysztof Ścierański (gitara basowa), Jerzy Piotrowski, Marek Kapłon, Andrzej Ryszka, Wojciech Morawski (perkusja), Rafał Rękosiewicz (organy Hammonda), Ireneusz Dudek (harmonijka ustna, śpiew), Martyna Jakubowicz, Jorgos Skolias, Roman „Pazur” Wojciechowski (śpiew), Dżem i inni.
W 1985 wystąpił gościnnie w nagraniu płyty zespołu Dżem Cegła oraz nagrał swój pierwszy album Blues Forever, poświęcony pamięci Ryszarda Skibińskiego. W nagraniu tego albumu uczestniczyli, m.in.: Ryszard Riedel, Grażyna Auguścik, Jerzy Kawalec, Michał Giercuszkiewicz, Jorgos Skolias, Tadeusz Nalepa, Andrzej Nowak, Rafał Rękosiewicz i inni.
W 1986 wraz z Jerzym Kawalcem i Michałem Giercuszkiewiczem założył zespół Bezdomne Psy; w tym samym roku ukazała się płyta Bezdomne psy. Winder wziął także udział w nagraniach płyt Józefa Skrzeka i jego brata Jana „Kyksa” Skrzeka.
W roku 1990 przejął budynek „Leśniczówka” w Chorzowie. Po generalnym remoncie zorganizował tam Dom Pracy Twórczej „Leśniczówka”, gdzie realizował szereg koncertów, nagrań oraz projektów artystycznych.
W roku 1994 współtworzył zespół Skrzekwindergier /Józef Skrzek, Michał Giercuszkiewicz, Leszek Winder/, który sporadycznie koncertował i  zaprezentował się na Rawie Blues.
W 2002 r. Winder założył Śląskie Stowarzyszenie Artystów i Twórców SAT i został jego prezesem.
W latach 2000–2003 wznowiła działalność grupa Krzak w swoim pierwszym składzie, z liderami Błędowskim i Winderem. Zespół koncertował z dużym powodzeniem do września 2003, kiedy zmarł basista zespołu, Jerzy „Kawa” Kawalec. Po jego śmierci zespół zawiesił działalność.
Po śmierci J. Kawalca przestał także istnieć zespół Bezdomne Psy. Muzycy początkowo z Jackiem Gazdą, a potem z Mirosławem Rzepą jako basistą, wraz Janem „Kyksem” Skrzekiem zaczęli koncertować jako  Śląska Grupa Bluesowa.
W roku 2004 rozpoczyna działalność grupa BŁĘDOWSKI-WINDER BAND. To rozwinięcie myśli artystycznej wypracowanej w zespole KRZAK – współbrzmienie gitary i skrzypiec z mocną sekcją blues rockową.
W sierpniu 2004 roku zespół odbywa swoją pierwszą trasę koncertową. Jesienią 2004 r. rozpoczyna sesję nagraniową płyty 3 Numer, która ukazała się w marcu 2005 r. Album zdobył szereg nagród i wyróżnień.
W 2005 roku ukazały się poszerzone wznowienia płyt zespołu Krzak oraz unikatowe nagrania koncertowe z ostatniego okresu działania grupy.
Również w 2005 r., w plebiscycie dziennikarzy i fanów Winder został uznany najlepszym gitarzystą w kategoriach blues i rock. Płyta 3 Numer została uznana za najlepszą płytę gitarową roku 2005.
W 2006 roku w plebiscycie Blues Top pisma Twój Blues Winder zajął pierwsze miejsce w kategorii gitara. W tym samym roku ukazała się płyta Skibiński Winder Super Session, unikatowy zapis koncertu sprzed lat.

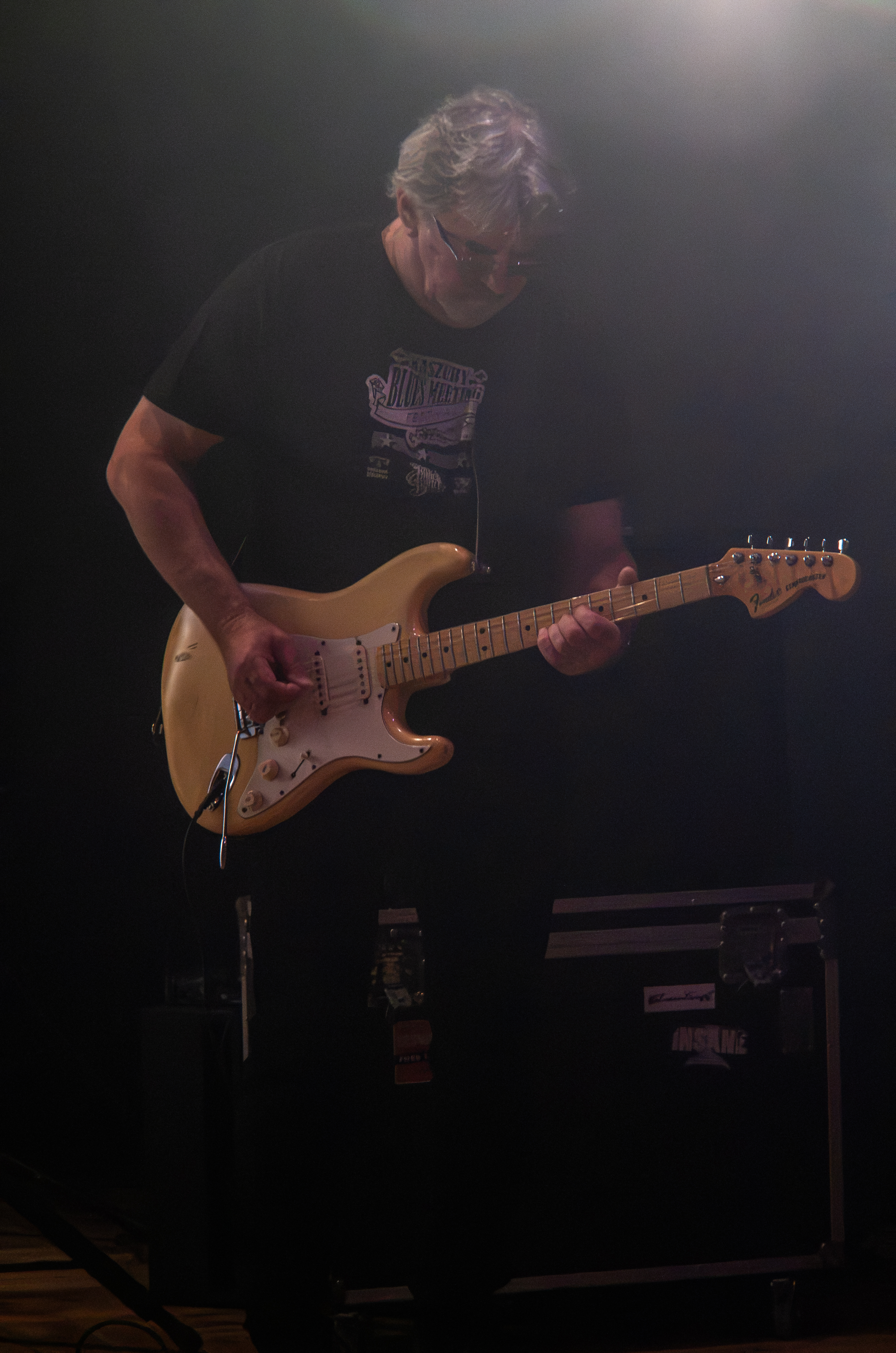
Leszek Winder podczas koncertu w Siemianowicach Śląskich (2019)

W 2006 roku wznowił działalność zespół Krzak (w składzie: Błędowski, Winder, Ryszka). W latach 2005–2006 ukazuje się 9 płyt zespołu (Metal Mind Records). Są to reedycje poszerzone o nie publikowane nagrania oraz dwie premiery. Krzak wrócił także do działalności koncertowej.
W 2008 r. ukazała się płyta Krzak Extrim. To pierwsze po wielu latach studyjne nagrania zespołu. W nagraniach wzięli udział dwaj basiści – koncertujący z zespołem Krzysztof Ścierański i Andrzej Rusek. Na perkusji zagrał Ireneusz Głyk.
W tym okresie Winder intensywnie koncertuje. Współpracuje z Krzakiem, Śląską Grupą Bluesową oraz z Elżbietą Mielczarek.
W 2011 Winder realizuje jako producent swój pomysł na nowy krążek formacji Krzak pt. 4 Basy. Jest to zapis koncertu zespołu jaki odbył się podczas Festiwalu Gitary Elektrycznej Katowice 2010. Z Krzakiem zagrali czterej basiści (A. Rusek, J. Rzychoń, K. Ścierański, D. Ziółek) współpracujący z zespołem po śmierci Jerzego „Kawy” Kawalca. Płytę wydało wydawnictwo MMP. W roku 2012 za ten album zespół otrzymał statuetkę Fryderyka, wyróżnienie przyznawane przez Akademię Fonograficzną.
11 listopada 2011 w Teatrze Wyspiańskiego w Katowicach zespół Krzak zarejestrował swój koncert z przeznaczeniem na płytę DVD.
W tym samym miesiącu Winder wziął udział w sesji nagraniowej Elżbiety Mielczarek. To pierwsza po przeszło 20 latach płyta tej wokalistki.
W przełomie 2012 i 2013 roku Krzak nagrywa płytę pt. Experience. Album dokumentuje spotkanie z muzyką i muzykami metalowymi.
W 2014 roku Winder ponownie obwołany najlepszym gitarzystą w plebiscycie Blues Top.
Ponadto został wyróżniony nagrodami w dziedzinie kultury przez prezydentów Miasta Chorzowa i Miasta Katowice. 
W 2014 roku Leszek Winder zaczął realizować koncertowy projekt Czarny Pies. Jest to grupa muzyków zapraszanych okazjonalnie dla potrzeb tras koncertowych i pojedynczych koncertów.
Do końca 2018 roku w zespole wystąpili: Anthimos Apostolis, Bronek Duży, Jan Gałach, Michał „Gier” Giercuszkiewicz, Irek Głyk, Kinga Głyk, Krzysztof Głuch, Michał Kielak, Agnieszka Łapka, Joanna Kaniewska, Grzegorz Kapołka, Krzysztof Kot, Adam Kulisz, Przemek Kuczyński, Paweł „Muzzy” Mikosz, Jerzy Piotrowski, Andrzej Ryszka, Mirek Rzepa, Joachim Rzychoń, Jan „Kyks” Skrzek, Krzysztof Ścierański, Roman „Pazur” Wojciechowski, Darek Ziółek, Max Ziobro, Leszek Winder i inni.
W 2016 roku ukazała się płyta tego projektu wydana przez MMP. Album zawiera nagrania z trasy koncertowej jednego ze składów Czarny Pies.
W 2017 roku Winder ponownie obwołany najlepszym gitarzystą w plebiscycie Blues Top.
W 2018 roku ukazała się książka autorstwa Leszka Windera pt. "Śląski Blues". To autobiografia opisująca śląskie środowisko muzyczne.
Kolejne lata to koncerty, wydarzenia muzyczne, wydawnictwa płytowe i inne. 
Artysta pozostaje aktywnym twórcą i wykonawcą. 
Dorobek i działania są na bieżąco aktualizowane na oficjalnej stronie artysty www.winderart.pl oraz portalu Facebook

## Sprzęt
Leszek Winder gra na gitarze Fender Stratocaster 1970. Używa strun ERNIE BALL – Regular Slinky typ 2221, wzmacniacz Marshall JCM 900 i kolumny Marshall 1960 A. Wykorzystuje także efekt gitarowy Wah-Wan VOX Limited Edition V847G. Od roku 2011 używa równolegle wzmacniacza JK. To konstrukcja znanego w środowisku śląskiego elektronika muzycznego Jerzego Karzełka.

## Dyskografia
- 1979 Muzyka Młodej Generacji (Krzak) MC Wifon NK-516
- 1980 Przewrotna Samba(Krzak) SP Tonpress KAW S-367
- 1980 Funky 608D(Krzak) SP Tonpress KAW S-367
- 1980 Czakuś(Krzak) SP Tonpress KAW S-187
- 1981 Ściepka(Krzak) EP Tonpress KAW N-62
- 1981 Blues Rock Band (Krzak)
- 1983 Paczka (Krzak)
- 1983 Krzak’i (Krzak)
- 1985 Cegła (Dżem)
- 1986 Blues Forever
- 1987 Ostatni koncert (Krzak)
- 1988 Bezdomne Psy
- 1989 Live (Józef Skrzek)
- 1989 Kyksówka blues (Jan „Kyks” Skrzek)
- 1992 No 5 Live (Krzak)
- 1992 Nowy Świat Blues (Jan „Kyks” Skrzek)
- 1997 Modlitwa bluesmana w pociągu (Jan „Kyks” Skrzek)
- 1999 Rysiek (Składanka)
- 2000 Trzy Basy
- 2000 Live in Leśniczówka
- 2000 Śląski Blues
- 2002 Live in Waltrop (Krzak)
- 2003 Dla Kawy (All Stars Band)
- 2004 Rita - Pieśń na cztery gitary
- 2005 Bo takie są dziewczyny (Jan „Kyks” Skrzek i Śląska Grupa Bluesowa)
- 2005 3 Numer (Błędowski-Winder Band)
- 2006 Radio koncert (Krzak)
- 2006 Skibiński Winder Super Session
- 2006 Pamięci Skiby Jarocin 1983 (Krzak)
- 2006 Leszek Winder Bezdomne Psy
- 2007  Józef Skrzek Serce górala i Groń
- 2007 Józef Skrzek Viator
- 2007 Live 1980-2007 DVD (Krzak)
- 2008 Extrim (Krzak)
- 2008 Kawa Blues (Składanka)
- 2008 Antologia Polskiego Bluesa (Składanka)
- 2009 Antologia Polskiego Bluesa 2 (Składanka)
- 2009 Pełnia Słońca (Śląska Grupa Bluesowa)
- 2010 Blues Made In Poland (Różni wykonawcy)
- 2010 Polskie Dzieci Kwiaty - Odlot (Różni wykonawcy)
- 2010 Live (Józef Skrzek)
- 2011 4 Basy (Krzak)
- 2011 Antologia Polskiego Bluesa 3 (Składanka)
- 2012 ElaEla (Elżbieta Mielczarek)
- 2012 11.11.11 DVD (Krzak)
- 2012 The Best Blues... Ever! (Różni wykonawcy)
- 2012 Odgłosy LP (Ergo gościnnie)
- 2013 Blues Night DVD (Śląska Grupa Bluesowa)
- 2013 Experience (Krzak)
- 2013 Tribute to Skiba (różni wykonawcy)
- 2014 Kolory Bluesa (Śląska Grupa Bluesowa)
- 2015 Leszek Winder 3B
- 2015 Legendy Polskiej Gitary
- 2015 Tribute to B.B.King
- 2015 Jan „Kyks” Skrzek In Memoriam
- 2015 Heartbreaker  (Cree)
- 2016 Upadłe Królestwo (Iscariota)
- 2016 Czarny Pies
- 2017 HRPP live Session 30.05.2016 (Czarny Pies)
- 2018 4 Basy (Krzak) LP
- 2018 Modlitwa bluesmana w pociągu (Jan „Kyks” Skrzek) LP
- 2020 Wolność - Michał "Gier" Giercuszkiewicz CD i LP
- 2020 Third Obsession - Czarny Pies LP
- 2021 Unique - Michał Kielak CD
- 2021 Third Obsession - Czarny Pies CD
- 2021 Bieszczady - Michał "Gier" Giercusziewicz CD
- 2022 Tu i teraz - Śląska Grupa Bluesowa CD
- 2023 Tu i teraz - Śląska Grupa Bluesowa LP
- 2023 Leszek Winder Kwartet Spontaniczny CD
- 2024 Michał Kielak Keys In My Pocket CD
- 2024 Jan "Kyks" Skrzek & Bezdomne Psy - Kyksówka Blues...CD